# Даниловський повіт
Даниловський повіт — адміністративно-територіальна одиниця Ярославської губернії Російської імперії і РРФСР, що існувала з 1777 по 1929 роки.  Адміністративний центр — місто Данилов. 

## Географія
Повіт розташовувався на північному сході Ярославської губернії, межував на північному сході з Любимським повітом, на північному заході - з Пошехонським, із заходу - з Романов-Борисоглебским, на півдні - з Ярославським повітом. На південному сході - з Костромською губернією. Близько 30% простору Даниловського повіту, на кінець XIX століття, було зайнято лісом. Площа повіту становила 1885,4 верст² (2145,3 км). 
У 1926 році Даниловський повіт Ярославської губернії мав площу 5533 км². 

### Сучасне становище
В даний час територія Даниловського повіту (в межах на 1917 рік) входить до складу 3 районів Ярославської області: 
- Даниловського району
- Некрасовського району
- Ярославського району

## Історія

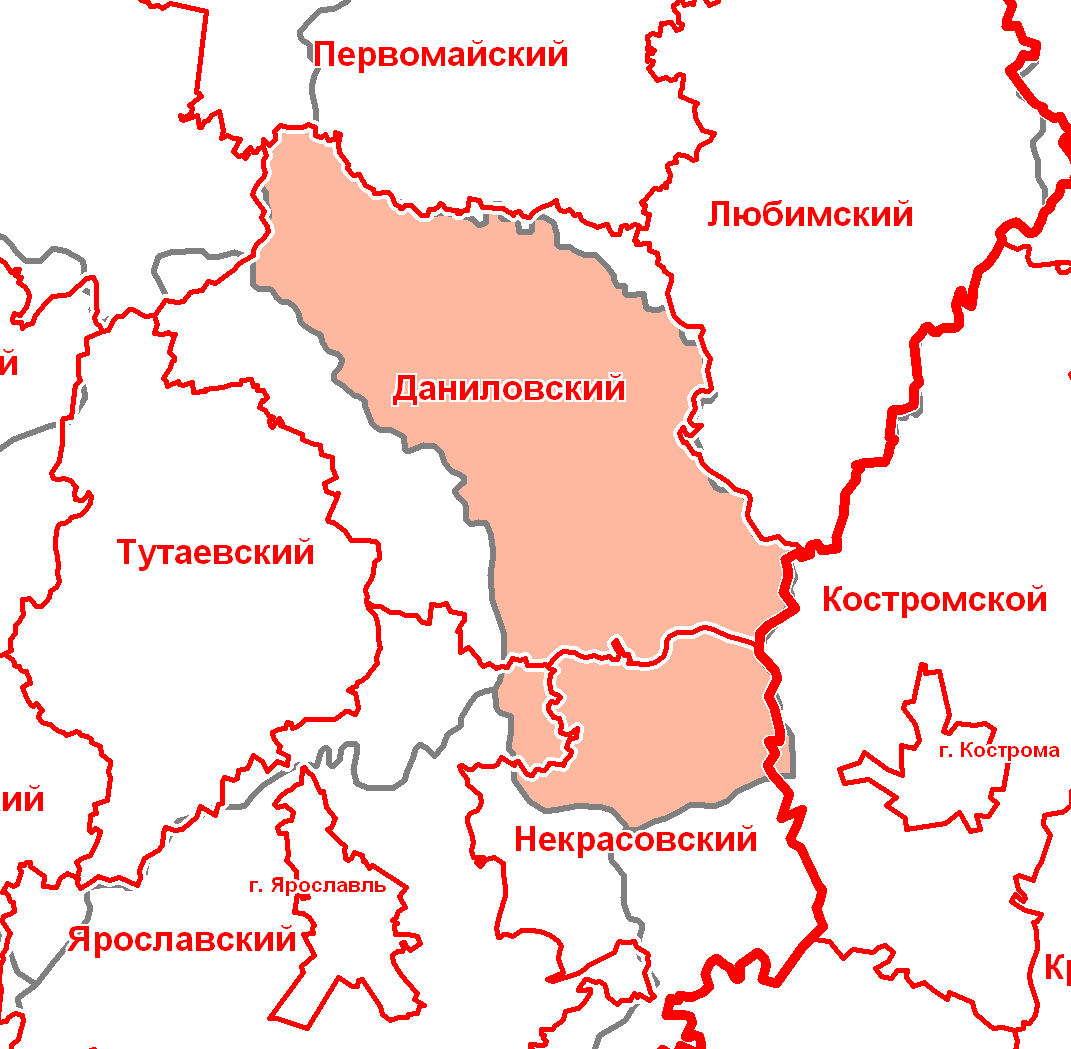
Даниловський повіт в сучасній сітці районів

Даниловський повіт був утворений в 1777 році в складі Ярославського намісництва; при цьому, село Даниловское було перетворено в повітове місто Данилов; в 1778 році був затверджений герб міста Данилова. Частина утвореного повіту раніше ставилася до Костромської провінції (як і Любимський повіт ), але перший намісник А. П. Мельгунов запропонував включити ці території до складу Ярославського намісництва, оскільки, на його думку, вона історично і економічно більше тяжіла до Ярославля. При установі повіту в нього увійшло 967 селищ, а жителів налічувалося 64 157 осіб . 
У 1872 році в Даниловському повіті з'явилася залізниця. 
Постановою Президії ВЦВК від 14 листопада 1923 року територія повіту розширилася за рахунок скасованих Любимського повіту і частини території Тутаївського повіту, при цьому частина території Даниловського повіту віднесена до Ярославського повіту. 
У 1929 році Даниловський повіт був скасований, територія увійшла до складу Ярославського округу Іванівської Промислової області. 

## Населення
За відомостями 1859 року населення повіту становило 70 928 жителів. 
За переписом 1897 року населення повіту становило 70 740 осіб, в тому числі в Данилова - 4286 мешканців . 
За даними перепису населення 1926 року повіт мав 2453 населених пункти з населенням 156 804 мешканців. 

## Адміністративний устрій
У 1890 році до складу повіту входило 14 волостей
| № п / п | Волость          | Волосне правління | Число селищ | Населення |
| ------- | ---------------- | ----------------- | ----------- | --------- |
| 1       | Богородський     | с. Богородське    | 97          | 7597      |
| 2       | Боровський       | д. Бор            | 21          | 4789      |
| 3       | Бухаловський     | с. Бухаловое      | 35          | 2528      |
| 4       | Вятський         | с. Вятське        | 73          | 5617      |
| 5       | Єляковський      | м Данилов         | 114         | 5114      |
| 6       | Ермаковський     | д. Єрмакове       | 81          | 4637      |
| 7       | Залужський       | д. Залужжя        | 52          | 4993      |
| 8       | Карповський      | д. Грабежева      | 57          | 3005      |
| 9       | Петропавлівський | д. Ученжа         | 31          | 5247      |
| 10      | Положіновський   | д. Положінова     | 74          | 2845      |
| 11      | Попковський      | д. Попкове        | 77          | 3002      |
| 12      | Середський       | с. Середа         | 83          | 5313      |
| 13      | Федурінський     | д. Федуріне       | 86          | 4305      |
| 14      | Халезівський     | с. Вахтіне        | 48          | 3202      |

У 1913 році до складу повіту входило 13 волостей, скасована Еляківська волость.
У квітні 1918 року Боровська волость перерахована в Ярославський повіт. 
В 1923 году в уезде было 10 укрупнённых волостей:
- Даниловська - м.  Данилов,
- Ермаковська - д. Ермаково,
- Закобякінська - с. Закобякіно,
- Заобнорська - с. Зорине,
- Козська - с. Коза ,
- Любимська - м  Любим,
- Микольсько-Троїцька - с.  Мікольське,
- Пречистенська - с.  Пречисте,
- Середська - с.  Середа,
- Шаготська - с.  Шаготь.

## Населені пункти
Найбільші населені пункти за переписом населення 1897 р, жит .: 
- м. Данилов - 4286;
- с. Вятсько - 814;
- с. Новоспаське (Рибниці) - 543;
- д. Бор - 541;
- д. Суслово і Іскробол - 499.

## Відомі уродженці і жителі
- Іванчин-Писарєв, Олександр Іванович - народник.
- Іоанникій (Горський) - архієпископ Херсонський і Одеський.
- Опекушин, Олександр Михайлович - скульптор.
- Орлов, Анатолій Петрович - церковний історик.
- Філофей (Успенський) - митрополит Київський і Галицький.
- Шилов, Федір Григорович - бібліофіл.